# Ondřej Balvín
Ondřej Balvín (nacido el 20 de septiembre de 1992 en Ústí nad Labem) es un jugador de baloncesto checo que pertenece a la plantilla del Obradoiro de la Primera FEB de España. Con 2,17 metros de altura, juega en la posición de pívot.

## Trayectoria deportiva

### Categorías inferiores
Balvin salió de la cantera del USK Praga, donde jugó en todas sus categorías inferiores, llegando a jugar en la temporada 2009-2010 tres partidos con el primer equipo. A nivel de selección, en el Europeo sub-18 disputado en Israel ganó la medalla de oro y fue uno de sus jugadores más destacados, promediando 10,9 puntos, 11,0 rebotes y 2,9 tapones, liderando la clasificación global en las dos últimas, y siendo elegido en el quinteto ideal del campeonato.

### Profesional
En 2010 llegó a España para probar en el Cajasol Sevilla, quienes lo pusieron a jugar en su equipo de liga EBA, llegando esa temporada a debutar en la liga ACB, jugando un partido en el que consiguió 1 punto y 2 rebotes.
En junio de 2011 se confirmó su plaza en el primer equipo del Cajasol-Banca Cívica equipo en el que estuvo hasta 2016.
En julio de 2016 firma un contrato de dos años con el Bayern de Múnich alemán de la Basketball Bundesliga, pero el 31 de enero de 2017 vuelve a España para jugar cedido con el Club Baloncesto Estudiantes hasta el final de la temporada 2016-2017.
El 1 de julio de 2017 se confirma su fichaje por una temporada con opción a otra por el Herbalife Gran Canaria de la liga ACB.
El 23 de julio de 2019 fichó por el Bilbao Basket. El 22 de noviembre de 2020, en un triunfo ante el Betis (89-96), batió el récord de valoración de un jugador del Bilbao Basket en ACB (41 de valoración) que ostentaba Germán Gabriel (40 de valoración). El pívot checo consiguió 23 puntos, 3 asistencias, 11 rebotes y 3 tapones.
El 28 de junio de 2021, Balvin firmó con los Gunma Crane Thunders de la B.League japonesa para la temporada 2021-22.
El 26 de julio de 2022 fichó por el BC Prometey de la Liga Letona-Estonia de Baloncesto.
El 30 de noviembre de 2024 fichó por el Monbus Obradoiro, de la Primera FEB española. 

### Selección nacional
Los primeros torneos en los que participó con la selección fueron el Eurobasket 2013 y la Copa Mundial de Baloncesto de 2019.
En verano de 2021, fue parte de la selección absoluta checa que participó en los Juegos Olímpicos de Tokio 2020, que quedó en noveno lugar.
En septiembre de 2022 disputó con el combinado absoluto checo el EuroBasket 2022, finalizando en decimosexta posición.